# 大和沢
大和沢（おおわさわ）は、青森県弘前市の地名。郵便番号は036-8133。

## 地理
- 隣接する一野渡と同様、山地で、北部をアップルロードが横断する。北部は原ケ平・狼森、東部は小栗山、南東部は南津軽郡大鰐町居土、南部から西部にかけて一野渡・西部は小沢に接する。
- また、かつては大麻「おおあさ」とも呼ばれた。

### 小字
小字として上岸田・里見・沢田・下岸田・中岸田・鷲ノ巣がある。

## 沿革
- 1889年（明治22年）～ - 千年村の一部。
- 1891年（明治24年） - 当時の記録では人口500、戸数65、厩13、学校1であった。
- 1968年（昭和43年） - 一部が松原西二丁目になる。
- 1973年（昭和48年） - 一部が千年一～四丁目・狼森・原ケ平三丁目になる。

## 世帯数と人口
2017年（平成29年）6月1日現在の世帯数と人口は以下の通りである。
| 大字               | 世帯数  | 人口  |
| ------------------ | ------- | ----- |
| 大和沢（小字全域） | 147世帯 | 354人 |

## 施設

### 教育
- みつば保育園

### 商業
- 光世温泉

　2009年11月15日閉店

### 消防
- 大和沢地区コミュニティ消防センター

### 公共
- 大和沢福祉会館
- 大和沢公民館

## 小・中学校の学区
市立小・中学校に通う場合、学区は以下の通りとなる。
| 大字   | 小字・番地 | 小学校               | 中学校           |
| ------ | ---------- | -------------------- | ---------------- |
| 大和沢 | 全域       | 弘前市立大和沢小学校 | 弘前市立南中学校 |

## 交通
- 弘南バス

大和沢、みつば保育所（弘前駅 - 座頭石線）停留所。